# Ti prendo e ti porto via
Ti prendo e ti porto via è un romanzo scritto da Niccolò Ammaniti e pubblicato nel 1999.
Il libro è stato pubblicato anche in Inghilterra col titolo di I'll Steal You Away.

## Trama
Il romanzo è ambientato nell'immaginaria cittadina maremmana di Ischiano Scalo, dove "il mare c'è ma non si vede". In realtà in alcuni tratti sembra descrivere con una precisione notevole il territorio compreso tra Montalto di Castro, Ischia di Castro e Saturnia, luoghi della Maremma tra Lazio e Toscana. Il libro racconta le vicende di Pietro Moroni e Graziano Biglia. Le loro due storie scorrono parallele per quasi tutto il romanzo, congiungendosi solo nel finale.
Pietro è un timido studente di scuola media con una famiglia problematica; la sua migliore amica e compagna di classe è Gloria, una ragazza di buona famiglia borghese che, al suo contrario, è estremamente popolare e avvenente.  Il romanzo comincia con la scoperta della bocciatura di Pietro e procede con un flashback di sei mesi prima che espone gli eventi che hanno portato a tale accaduto: tre bulli costrinsero Pietro ad entrare nella scuola con loro per commettere atti vandalici. Il ragazzino non riuscì né a rifiutarsi né a mantenere il segreto agli insegnanti a causa della sua indole sottomessa e ciò portò alla sospensione sua e dei tre compagni; data l'indifferenza della famiglia di Pietro, il ragazzino è l'unico a venire bocciato quando i genitori e il fratello maggiore si rifiutano di andare a scuola per parlare con gli insegnanti.
Frattanto Graziano, playboy fallito che conduce una vita sbandata senza alcun obiettivo, torna a Ischiano Scalo dopo anni in seguito a una delusione amorosa e incontra la docile professoressa Flora Palmieri, insegnante di Pietro e Gloria. Inizialmente l'avvicina con l'unico scopo di approfittare di lei, ma in seguito si innamora sinceramente della donna, che a sua volta sperimenta per la prima volta tale sentimento fino a giungere sulla soglia del matrimonio. Graziano viene però riavvicinato dalla sua ex e scappa con lei all'estero abbandonando la Palmieri senza alcuna spiegazione; la donna, incinta, cade in una profonda depressione rasente la follia.
Dopo aver scoperto di essere stato bocciato, la rabbia di Pietro si concentra sulla Palmieri in quanto, mesi addietro, la donna si era impietosita per la sua situazione e gli aveva promesso di impedire la sua bocciatura. Gloria convince l'amico a vendicarsi, introducendosi nella casa della professoressa per lasciarle una biscia nel letto. Pietro scopre la Palmieri mentre sta facendo il bagno e la donna gli rinfaccia che tutto quello che gli è accaduto è dovuto al suo carattere debole e passivo che gli impedisce di ribellarsi in alcun modo ai soprusi degli altri, concludendo che finirà a condurre una vita patetica come lei. Il bambino, preso dalla furia, getta una radio nella vasca da bagno della donna causandone la morte (la donna non rimane folgorata come tutti credono, ma cade e batte la testa); perisce così anche l'anziana e invalida madre della professoressa, totalmente dipendente da lei per sopravvivere. Graziano, resosi conto di amare davvero Flora, lascia l'amante e torna in a Ischiano Scalo ma scopre con sgomento che è morta.
Pietro promette a Gloria di non confessare mai il delitto, dopodiché i due dichiarano il proprio amore l'uno per l'altra. Qualche tempo dopo il ragazzino si imbatte nuovamente nei bulli e riesce a reagire, picchiandone uno e dicendo loro di aver ucciso la Palmieri, portando così alla sua reclusione in un istituto.
Sei anni dopo, Pietro scrive a Gloria una lettera in cui le spiega di aver confessato per abbandonare il degradante clima famigliare in cui viveva, e di aver ucciso la Palmieri per "liberarsi" inconsciamente dalla sua persona passata, sottomessa e debole; ora che è sul punto di uscire dall'istituto spera di costruirsi un futuro migliore e promette di ricongiungersi con lei.

## Personaggi

### Personaggi principali
- Pietro Moroni: Un bambino di dodici anni che sembra più piccolo della sua età; a causa della situazione famigliare in cui vive è molto timido, introverso e passivo, tanto da farsi coinvolgere in atti vandalici da alcuni bulli. Dopo essersi reso conto che il suo carattere debole è il motivo per cui viene trattato con tanto disprezzo, reagisce uccidendo la sua insegnante e confessando il delitto per allontanarsi dal suo passato e potersi costruire così un futuro migliore.
- Gloria Celani: Migliore amica di Pietro e sua unica confidente sin da quando erano piccoli. È una ragazza bella, ricca e sicura di sé ma anche impulsiva, indisciplinata e arrogante. Pur vestendosi e comportandosi come un maschiaccio, è molto popolare con i ragazzi e anche Pietro è attratto da lei. Tra i due c'è una simpatia reciproca che va oltre l'amicizia.
- Graziano Biglia: Un quarantaquattrenne di bell'aspetto che conduce una vita libertina e priva di responsabilità. Dopo aver girato per anni il mondo senza porsi alcun obiettivo concreto, cerca di sposarsi prima con una ragazza che lo sfrutta solo per denaro e poi con la Palmieri, che inizialmente voleva conquistare per profitto. Nonostante si innamori davvero della professoressa, la abbandona poco prima del matrimonio per tornare con la sua ex amante, pentendosene successivamente e rimanendo sconvolto dalla sua morte.
- Flora Palmieri: La professoressa di Pietro, è una donna molto bella ma timida e riservata, ragion per cui viene guardata con circospezione dai compaesani. Rifugge da qualsiasi relazione e si occupa principalmente di accudire la madre gravemente malata. Nonostante l'iniziale diffidenza si innamora sinceramente di Graziano, rimanendo incinta da lui e arrivando quasi a sposarsi. Dopo essere stata lasciata da lui per l'ex amante cade in una profonda depressione che la porta a trattare con disprezzo anche Pietro, nonostante l'affetto che in precedenza provava per lui. Il ragazzo la uccide quando lei gli rinfaccia come i suoi problemi siano causati dalla sua incapacità di reagire che la accomuna a lei.

### Personaggi secondari
- Alima Guabrè: Una prostituta nigeriana frequentata da Italo; viene deportata nel suo Paese d'origine in seguito all'irruzione a scuola.
- Andrea Bacci: Un compagno di classe di Pietro e Gloria dalla corporatura grassa, è un bullo che reagisce con particolare violenza se provocato.
- Antonio Bacci: Agente di polizia padre di Andrea, lavora con Bruno Miele nonostante non sopporti i suoi comportamenti.
- Armando: Lo zio di Flora; cercò di abusare di lei quando era giovane.
- Bruno Miele: Amico di Graziano, è un poliziotto che abusa del suo potere.
- Domenico "Mimmo" Moroni: Fratello maggiore di Pietro, fa il pastore come il padre. Nonostante il rapporto affettuoso che ha con il fratello, è estremamente immaturo e non riesce a distaccarsi dalla vita famigliare tossica. È ossessionato all'idea di trasferirsi in Alaska, sebbene alla fine del romanzo venga affermato che continua a vivere con il padre e ha iniziato a bere come lui.
- Erica Trettel: Una cubista di cui Graziano si innamora. Desidera diventare un'attrice e usa il suo fascino per manipolare Graziano e sfruttarlo per ottenere il denaro necessario. Poco prima del loro matrimonio lo abbandona per un altro uomo più facoltoso ma, successivamente, torna da lui quando le cose vanno male. In seguito Graziano la lascia per tornare dalla Palmieri.
- Federico Pierini:  Compagno di classe di Pietro e Gloria, è un bullo sadico ed estremamente violento; in passato è stato respinto da Gloria e per questa ragione è geloso del rapporto che ha con Pietro. Odia in particolare quest'ultimo per il suo comportamento sottomesso e ce l'ha con la Palmieri, ragion per cui la infligge continuamente scherzi di pessimo gusto.
- Stefano Ronca: Uno dei bulli amici di Pierini; nonostante il comportamento arrogante è il più debole e si dimostra incapace di reagire all'attacco fisico di Pietro dopo che lo ha insultato.
- Gina Biglia: La madre di Graziano; cucina enormi quantità di cibo e desidera che suo figlio si sposi.
- Giovanni Cosenza: Il preside della scuola, è succube della vicepreside.
- Italo Miele: Bidello della scuola e padre di Bruno. È un uomo obeso e rozzo, che spesso tradisce la moglie con delle prostitute. Cerca di attaccare Pietro e gli altri ragazzi quando entrano nella scuola per commettere atti vandalici, tentando di fucilarli in quanto ubriaco.
- Lucia Palmieri: Madre di Flora, è gravemente malata e non può muoversi o comunicare in alcun modo, venendo pertanto accudita dalla figlia da più di dieci anni. In seguito alla morte di Flora causata da Pietro, spira per le mancate cure.
- Mariagrazia Moroni: La madre di Pietro; è sottomessa alla violenza fisica e verbale del marito, ragion per cui è depressa, non esce mai di casa e non si cura minimamente dei figli.
- Mario Moroni: Padre di Pietro e Mimmo, un pastore alcolizzato che spesso diventa violento e pericoloso. Vuole che entrambi i figli svolgano il suo lavoro e non interviene per impedire la bocciatura di Pietro in quanto non vuole che continui gli studi.
- Mariuccia Gatta: Vice preside sessantenne della scuola, una donna severa e autoritaria che dirige l'istituto.
- Patrizia Loria: La ragazza di Mimmo, che quest'ultimo ama profondamente.

## Citazioni e riferimenti in altre opere
- Il cantautore italiano Vasco Rossi ha dichiarato di aver scritto l'omonima canzone Ti prendo e ti porto via ispirato da questo libro,[1][2] e di aver avuto l'intenzione di trarre un film dallo scritto di Niccolò Ammaniti, con la propria regia.[3]
- Il personaggio di Graziano Biglia viene citato in Sei il mio tesoro, racconto scritto dallo stesso Ammaniti con Antonio Manzini nel 2005 e pubblicato nella raccolta Il momento è delicato del 2012.

## Edizioni
- Niccolò Ammaniti, Ti prendo e ti porto via, Mondadori, 2004.
- Niccolò Ammaniti, Ti prendo e ti porto via, Einaudi, 2014.